# Gengis Khan
Gengis Khan (em mongol: Чингис Хаан; romaniz.: Tchingis Khaan; 1162 — 18 de agosto de 1227), também grafado como Gengis Cã, Gêngis Cã ou Gengiscão, foi o primeiro grão-cã e o fundador do Império Mongol.
Nascido com o nome de Temudjin nas proximidades do rio Onon, perto do lago Baical, inicialmente enfrentou a rejeição de sua família por seu próprio clã, mas conseguiu conquistar sua liderança, vencer seus rivais e unificar os povos mongóis sob seu comando. Estrategista brilhante, com hábeis arqueiros montados à sua disposição, venceu a Muralha da China, conquistou o Império Tangute e lançou as bases para a conquista do restante da China. Na sequência, estendeu o seu império em direção ao oeste e ao sul e tornou-se o líder militar que mais conquistou territórios na história, controlando quase vinte milhões de km².
Gengis morreu antes de ver seu império alcançar sua extensão máxima, mas todos os líderes mongóis posteriores associariam sua própria glória às conquistas de Gengis, "que foi um dos comandantes militares mais bem-sucedidos da história da humanidade". As suas campanhas foram normalmente acompanhadas por massacres em larga escala das populações civis, sendo estimado que causou a morte de trinta a sessenta milhões de pessoas. Teve cerca de quinhentas esposas e concubinas.

## Juventude
Temudjin nasceu na Mongólia na década de 1160, provavelmente em 1162. Supõe-se que seja descendente de um líder mongol conhecido como Cabul Cã, do clã Bojigin, que por breves anos obteve controle sobre uma Mongólia unificada. Entretanto, na época do nascimento de Temudjin, os mongóis estavam divididos em diversas tribos e clãs, cada uma governada por um cã, ou "Senhor", que se impunha mais pela força do que pela ascendência nobre. Com Temudjin não seria diferente. Quando tinha nove anos, Temudjin foi ao clã dos Merquitas para escolher uma esposa e refazer a paz entre os clãs (há muito tempo, seu pai havia roubado a esposa do Cã dos Merquitas e se casado com ela, ela era a mãe de Temudjin), mas no caminho, parou para pernoitar num clã aliado, os Onggirat, aonde se apaixonou por Borte. Pediu ao pai para praticar a escolha de esposas ali, porém, ao invés de apenas praticar, escolheu oficialmente Borte como sua noiva. No caminho de volta, seu pai, Yesugei, foi envenenado por membros da tribo dos tártaros. Sem que os filhos de Yesugei tivessem idade para assumir o controle da tribo, esta passou a ser comandada por um novo cã, Targutai, ex-soldado de Yesugei, que expulsou a família do clã para evitar futura contestação de sua liderança, forçando-os a sobreviver nas estepes, sem gado ou cavalos.
Passou a infância inteira tentando fugir do algoz Targutai. Quando tinha 16 anos, a fim de cimentar alianças entre a sua tribo e tribo de sua esposa, Börte, teve quatro filhos que receberam os nomes: Jochi (1185-1226), Chagatai (1187-1241), Gedei (1189-1241), e Tolui (1190-1232). Ele também teve outros filhos de outras mulheres, mas seus nomes não são lembrados porque não recebem uma herança que lhes daria autoridade no clã. Aos 17 anos conseguiu reencontrar Börte, casando-se.

## Ascensão

Mapa mostrando o domínio de Gengis (tracejado em laranja) no século XIII

Como quase todos os mongóis, Temudjin provavelmente tinha sido treinado como arqueiro montado desde muito jovem. A habilidade na montaria, comandada apenas com os joelhos e a destreza no arco e flecha, aliada a uma vida dura nas estepes tornavam os guerreiros mongóis muito temidos e respeitados. Depois de casar-se com Borte, Temudjin seguiu com ela por um caminho incerto pela Mongólia, até que, um dia, os dois foram encontrados por um grupo de merquitas comandados por Chitedu (ex-marido da mãe de Temudjin), que queria a esposa de Temudjin como vingança pela ofensa que seu pai havia feito antigamente. Temudjin reuniu alguns homens e foi até Jamuca pedir ajuda para resgatar Borte.
Ao destruir os merquites, Temudjin encontrou provavelmente Börte Ujin grávida, fazendo sua primeira paternidade ser duvidosa. Após restabelecer seu clã (formado por seus homens que sobreviveram à guerra e pelo remanescente do povo dos merquites), Temudjin seguiu como nômade pela Mongólia, porém alguns homens de Jamuca se uniram a ele, ganhando o rancor de Jamuca, que ordenou a seus homens escravizarem e levar Temudjin até a China.
Temudjin foi preso e humilhado pelos Chineses.
Sua esposa Borte consegue resgatá-lo e não quis voltar à Mongólia, afirmando que ela estava corrompida e sem leis. Determinado a unificar a Mongólia, Temudjin determinou as leis dos mongóis. Nessa época, a força de Temudjin era conhecida em toda a Mongólia. Temudjin seguiu pregando a unificação da Mongólia nos clãs e muitos cãs se uniram a ele, porém, a maioria dos clãs se uniram a Jamuca, que pregava a destruição de Temudjin. Finalmente, a Mongólia estava dividida em duas: o exército de Temudjin e o exército de Jamuca. Os dois exércitos se encontraram para a batalha final na qual Temudjin foi o vencedor.
Em 1206, uma assembleia entre os chefes de todas as tribos das estepes proclamou Temudjin, então com quarenta e cinco anos, como Gengis Khan, o "cã dos cãs". Criou-se uma hierarquia administrativa e militar e um exército foi treinado e organizado. Para comandar um exército de milhares de homens e diminuir o poder dos antigos cãs, Gengis criou uma hierarquia militar baseada na unidade mínima de dez homens comandadas por um deles. Dez unidades de dez homens cada seriam comandadas por um novo líder, que por sua vez faria parte de um grupo de mil sujeitos a um comandante determinado; este, por sua vez, obedecia a um general que tinha sob seu controle dez mil homens. Acima dos generais, apenas Gengis Khan.
Com um exército tão poderoso, Gengis resolveu partir para o sul e invadir as terras do reino de Hsi Hsia, também chamado de Xixia, vassalos do império chinês, que, nessa época, se dividia em duas dinastias: o império Jin, ao norte e o império Song, ao sul. Pela primeira vez, os mongóis tiveram de enfrentar cidades muradas. Sem ainda conhecerem ou dominarem as máquinas de cerco, a capital não pôde ser conquistada. Porém, diante da recusa do império Jin em mandar um exército ao auxílio ao reino Xixia, este se submeteu ao poderio militar dos mongóis e lhes pagou um grande tributo que incluiu a filha de seu governante, dada como segunda esposa a Gengis.

## Táticas de guerra
Gengis criou táticas de guerra revolucionárias para as batalhas nas estepes e também é considerado um dos percussores da Guerra humanitária junto com Átila segundo Noam Chomsky. Seu exército era disciplinado, temido e impiedoso. A arma tradicional dos mongóis era o arco mongol, espécie de arco recurvo composto por madeira, cola e chifres de animais, que possibilitava que com a redução de força relativa ao arco longo, os arqueiros conseguissem atirar com mais agilidade e mais precisão. O tamanho relativamente menor em relação ao arco longo, também possibilitava maior portabilidade em cima da montaria, com isso tornou obrigatório o treinamento dessa arma. Os cavaleiros eram treinados para atirar a flecha com o cavalo em movimento. Um detalhe era que, para maior precisão, a flecha era disparada no momento em que o cavalo estivesse em pleno galope. Esses cavaleiros, os chamados mangudais, eram uma arma poderosa contra a infantaria inimiga, já que juntavam dois princípios: arco e flecha e cavalaria, ou seja, um mangudai poderia ser rápido e preciso para atingir os inimigos mesmo estando longe. O arco mongol era até mais potente que os arcos longos utilizados pelos ingleses e galeses com grande êxito em batalhas contra os franceses durante a Guerra dos Cem anos.

## Conquistas
Em 1207-1208, os mongóis foram forçados a expandir seu território de pastagem devido a algum problema climático nas estepes e conquistaram o reino tangute de Hsi Hsia. Em seguida, atravessaram a muralha contornando-a e chegaram à China, cujo reino estava dividido entre as dinastias Jin, ao norte e Song, ao sul. As vastas plantações de arroz e a riqueza da cidade atraíram mais a atenção de Genghis do que a possibilidade de se tornar senhor da China. Na conquista do reino Jin, Gengis recrutou um jovem chinês chamado Yeh-lu Ch'u-ts'-ai como seu conselheiro pessoal. A sua influência tornou Genghis mais tolerante e menos agressivo em batalha, estimulando-o a evitar esforços exagerados na guerra e conservar as terras cultivadas ao invés de transformá-las em pastagens.
Gengis marchou até Pequim, o mais avançado centro urbano daquela época e, quando viu que a cidade era cercada de muralhas de doze metros de altura, descobriu que suas táticas de guerra em campo aberto, nas estepes, não o ajudariam naquele momento. Desse modo, não teve pressa e acampou seu exército, cercando a cidade e impediu que os suprimentos entrassem em Pequim. Esses suprimentos foram usados para suprir seu exército. Com a ajuda de engenheiros chineses dissidentes, construiu catapultas e outros artefatos bélicos e finalmente invadiu e dominou Pequim.
Gengis, após o ataque inicial aos Jin, retirou-se para a Mongólia, enquanto seus generais se encarregavam de estabelecer seu domínio na China Jin. Em 1218, um acidente diplomático provocou a ira de Genghis sobre o Império Corásmio, no norte da Pérsia: um mensageiro trouxe-lhe a cabeça de um de seus generais enviado em missão diplomática à Pérsia. O Cã cavalgou à frente de mais de duzentos mil homens e cerca de dez mil máquinas de assédio adquiridas dos chineses. Houve poucas batalhas campais e os mongóis empreenderam guerras de cerco às cidades fortificadas da Pérsia, que capturaram uma a uma. Algumas, como Bucara e Samarcanda se tornariam, no futuro, espelhos longínquos da presença mongol no sudoeste da Ásia. A velha cidade de Nixapur foi arrasada e nem mesmo os animais ali sobreviveram ao ataque mongol. O exército de Genghis matou mais de um milhão de persas.
As perdas humanas em Corásmia contavam-se aos milhares. Genghis e seus generais impunham punições brutais aos inimigos. A proximidade da Pérsia com a Europa gerou a fama de selvageria dos mongóis que assombraria o continente pelas décadas seguintes.
Em 1227, enquanto os generais de Gengis conquistavam territórios no sul da Rússia e na Ucrânia, o Grande Cã foi forçado a retornar para as estepes para conter uma revolta de Hsi Hsia, que havia recusado a convocação para a campanha contra a Corásmia. Após vencer os tangutes, Gengis morreu acometido por uma febre alta e dores na cabeça.

## Morte
A história de Yuan, um texto histórico encomendado durante a dinastia Ming da China. afirmou que, de 18 a 25 de agosto de 1227, durante a última campanha de Genghis Khan contra o Xia Ocidental, ele se sentiu mal com uma febre que o matou oito dias após o início da doença. Pesquisas anteriores sugeriram que ele contraiu febre tifóide, mas outros pesquisadores observaram que não houve menção a outros sintomas típicos da doença, como dor abdominal e vômitos. Os cientistas diagnosticaram Genghis Khan não apenas observando seus sinais clínicos, mas também usando informações sobre as doenças que as tropas mongóis e seus inimigos sofriam na época, bem como conhecimentos modernos sobre os tempos de aparecimento de doenças transmissíveis. Eles descobriram que seus sintomas correspondiam aos da peste bubônica que prevalecia naquela época.

## Legado
Antes da morte de Gengis, este estabeleceu seu filho, Ogedai Khan, como seu sucessor. Ogedai encarregou-se de expandir o território mongol ao máximo, da Síria à Indochina, da Pérsia à Sibéria, da Hungria à China. Posteriormente, o grande império seria dividido em 4 partes, entre filhos e netos de Genghis, porém nenhum destes novos reinos, ou canatos, teria uma existência longa.
No início do século XIV, Tamerlão, alegando ser descendente de Gengis, se tornaria o Cã de um breve império mongol que abarcaria toda a Mesopotâmia, a Pérsia, o Afeganistão, o Paquistão e o norte da Índia. Ainda nesse século, os tártaros ressurgiriam, inspirados pelas conquistas de Genghis, para tomar o território do dissolvido Canato da Horda Dourada, na Rússia. Vários outros levantes mongóis de menor importância tomariam lugar nos séculos seguintes, mas o meio de vida nômade e a incapacidade de estabelecer uma indústria armamentista logo tornaria os hábeis cavaleiros montados obsoletos frente às novas artilharias dos países que ali faziam fronteiras.
Na Mongólia atual, Gengis é considerado o herói máximo e o pai daquela nação, cujo culto à imagem jamais se deixou apagar, mesmo durante o regime comunista, cujo legado foi replicado em países como China e Rússia. O aeroporto da capital do país foi renomeado para Aeroporto Internacional Gengis-Khan, em homenagem ao imperador.
Contam as lendas que todos os envolvidos no enterro de Gengis foram mortos para manter em segredo o local onde ele foi enterrado. E esse local realmente jamais foi encontrado.
Gengis foi citado como exemplo no célebre discurso de Hitler aos seus comandantes antes da invasão da Polónia em 1939 que tentou repetir o feito da conquista da Rússia: "A nossa força está na nossa rapidez e na nossa brutalidade. Gengis matou milhões de mulheres e crianças por sua própria vontade e com um coração jovial. A história só vê nele um grande construtor estatal". Os Estados Unidos também copiaram táticas militares dele durante a Guerra Fria e no Século XXI.

### Descendência
Um estudo realizado em 2002 concluiu que 8% dos homens da região anteriormente ocupada pelo Império Mongol, uma área entre o oceano Pacífico e o Mar Cáspio, podem ser descendentes de Gengis, representando, portanto, cerca de 0,5% da população mundial. Um outro estudo de 2007 afirma que 34,8% dos atuais mongóis são descendentes de Gengis.